# 張俊福
張俊福（1954年—），中華民國外交官、政府官員。畢業於國立臺灣大學商學系工商管理組學士，曾任駐泰國、駐美國、駐瑞士代表處經濟秘書；駐印尼、駐加拿大、駐歐盟兼駐比利時、駐美國代表處經濟組長；以及經濟部智慧財產局組長、經濟部國際貿易局組長、國際貿易局副局長、國際貿易局長、財團法人中小企業信用保證基金董事長、經濟部參事兼經貿談判代表辦公室主任、首任駐緬甸臺北經濟文化辦事處大使銜代表，以及駐泰國臺北經濟文化辦事處大使銜代表等職務。

## 職業生涯

### 起因
張俊福在1984年進入經濟部國際貿易局當薦任科員，在經濟部服務超過30年。被問到進入公職的起因，他說「很簡單，想出國」。張俊福在1977年從國立臺灣大學商學系畢業後，第1份工作是聲寶公司，聲寶在美國芝加哥有發貨中心，因此被外派到美國，在1980年代的台灣，出國機會不多，到芝加哥後眼界大開，印象非常深刻。離開聲寶後，到其他小公司任職，有一次與嘉義高中同學，也是駐美國代表處經濟組長蔣士煌聊天，當時蔣士煌已取得第2期國際經濟商務人員資格，就建議張俊福不妨也試試公職考試，張俊福抱著姑且一試的心情應考，順利錄取後，成為第3期國際經濟商務人員。轉任公職後發現，吃公家飯的同學還真不少，例如金融監督管理委員會主任委員陳裕璋，是國立台灣大學的同班同學，在學校打棒球時，張俊福是投手，陳裕璋是捕手，兩人搭配頗有默契。

### 任內
張俊福在任職經濟部國際貿易局期間，曾參與世界貿易組織入會，與海峽兩岸經濟合作架構協議（ECFA）談判。
2014年，財團法人國際合作發展基金會（國合會）於緬甸第1大城仰光設立辦事處，2016年3月28日，更名為駐緬甸臺北經濟文化辦事處，由中華民國外交部管轄。12月，任命經濟部參事兼經貿談判代表辦公室主任張俊福為首任駐緬甸代表，2017年2月就任。
2023年6月，駐泰國代表莊碩漢因涉入性騷擾事件，經初步查證屬實後，外交部基於「零容忍」的標準，要求辭職。9月，由前駐緬甸代表張俊福接任。